# Hemiosus exilis
Hemiosus exilis är en skalbaggsart som först beskrevs av Leconte 1852.  Hemiosus exilis ingår i släktet Hemiosus och familjen palpbaggar. Inga underarter finns listade i Catalogue of Life.